# کارلوس سوسا (بازیکن فوتبال)
کارلوس سوسا (انگلیسی: Carlos Sosa; ۲۱ ژوئیهٔ ۱۹۱۹ – ۲ مارس ۲۰۰۹) بازیکن فوتبال اهل آرژانتین بود.
از باشگاه‌هایی که در آن بازی کرده‌است می‌توان به باشگاه فوتبال ستاره سرخ و باشگاه فوتبال بوکا جونیورز اشاره کرد.
وی همچنین در تیم ملی فوتبال آرژانتین بازی کرده‌است.